# Manx (motortaal)
Sinds de TT van het eiland Man wordt gereden wordt de naam manx onder andere gebruikt om bepaalde snelle motoren aan te duiden, zoals de Excelsior Manxman.

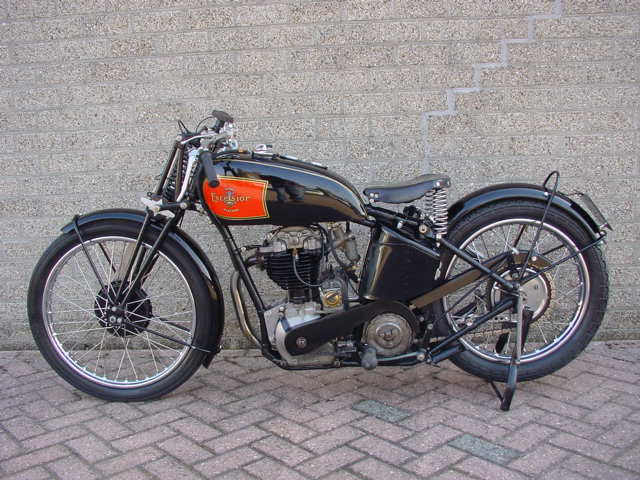
Excelcior Manxman 250 cc uit 1936

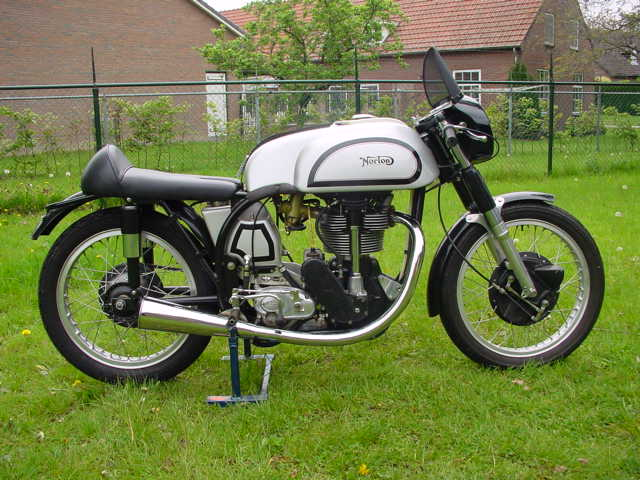
Norton 350 Manx uit 1958

De naam van de Norton Manx schijnt te zijn afgeleid van de karretjes die voor het intern transport in de montagehal in de fabriek aan Bracebridge Street werden gebruikt.
Manx betekent letterlijk: uit of van het eiland Man.

## zie verder
- de naam Manx